# リーグ・オブ・アイルランド・ファーストディビジョン
リーグ・オブ・アイルランド・ファーストディヴィジョンは、アイルランドの最上位サッカーリーグであるリーグ・オブ・アイルランドにおけるプレミアディヴィジョンの1つ下のディビジョンである。

## 概要
1921年に創設されたリーグ・オブ・アイルランドは1つのディヴィジョンのみだったが、1985年にファーストディヴィジョンが新設され、1985-86シーズンからリーグ・オブ・アイルランドはプレミアディヴィジョンとファーストディヴィジョンで構成される。
ファーストディヴィジョン優勝チームはプレミアディヴィジョンに自動昇格する。2位と3位チームはプレーオフを行い、勝者はプレミアディヴィジョンで下から2番目のチームと入れ替え戦を行う。ファーストディヴィジョンから下位への降格はないが、過去には2008年から2011年まで存在したAチャンピオンシップとの間で入れ替え戦が行われた。
2009年、リーグ・オブ・アイルランドに所属するクラブは、2つのディビジョンを廃止して1つにするリーグシステムの変更を提案したが、FAIに拒否された。

## 2020年シーズンの所属クラブ
| クラブ名                     | ホームタウン       | ホームスタジアム               | 収容人数 |
| ---------------------------- | ------------------ | ------------------------------ | -------- |
| アスローン・タウン           | アスローン         | アスローン・タウン・スタジアム | 5,000    |
| キャビンティーリー           | キャビンティーリー | ストラッドブルック・ロード     | 1,620    |
| ブレイ・ワンダラーズ         | ブレイ             | カーライル・グラウンズ         | 4,000    |
| コーヴ・ランブラーズ         | コーヴ             | セント・コールマンズ・パーク   | 4,000    |
| ドロヘダ・ユナイテッド       | ドロヘダ           | ユナイテッド・パーク           | 3,500    |
| ゴールウェイ・ユナイテッド   | ゴールウェイ       | エイマン・ディーキー・パーク   | 5,000    |
| シャムロック・ローヴァーズII | タラー             | タラー・スタジアム             | 8,000    |
| ロングフォード・タウン       | ロングフォード     | ビショプスゲート               | 4,960    |
| UCD                          | ベルフィールド     | UCDボウル                      | 3,000    |
| ウェクスフォード             | クロッサベグ       | フェリーキャリグ・パーク       | 2,500    |

## 歴代優勝クラブ
| シーズン | 優勝                                 | 準優勝                           | 3位                              | チーム数 |
| -------- | ------------------------------------ | -------------------------------- | -------------------------------- | -------- |
| 1985-86  | ブレイ・ワンダラーズ (1)             | スライゴ・ローヴァーズ           | ロングフォード・タウン           | 10       |
| 1986-87  | デリー・シティ (1)                   | シェルボーン                     | ドロヘダ・ユナイテッド           | 10       |
| 1987-88  | アスローン・タウン (1)               | コーヴ・ランブラーズ             | フィン・ハープス                 | 10       |
| 1988-89  | ドロヘダ・ユナイテッド (1)           | UCD                              | ブレイ・ワンダラーズ             | 10       |
| 1989-90  | ウォーターフォード・ユナイテッド (1) | スライゴ・ローヴァーズ           | ブレイ・ワンダラーズ             | 10       |
| 1990-91  | ドロヘダ・ユナイテッド (2)           | ブレイ・ワンダラーズ             | コーヴ・ランブラーズ             | 10       |
| 1991-92  | リムリック・シティ (1)               | ウォーターフォード・ユナイテッド | コーヴ・ランブラーズ             | 10       |
| 1992-93  | ゴールウェイ・ユナイテッド (1)       | コーヴ・ランブラーズ             | モナハン・ユナイテッド           | 10       |
| 1993-94  | スライゴ・ローヴァーズ (1)           | アスローン・タウン               | フィン・ハープス                 | 10       |
| 1994-95  | UCD (1)                              | ドロヘダ・ユナイテッド           | フィン・ハープス                 | 10       |
| 1995-96  | ブレイ・ワンダラーズ (2)             | フィン・ハープス                 | ホーム・ファーム・エヴァートン   | 10       |
| 1996-97  | キルケニー・シティ (1)               | ドロヘダ・ユナイテッド           | ウォーターフォード・ユナイテッド | 10       |
| 1997-98  | ウォーターフォード・ユナイテッド (2) | ブレイ・ワンダラーズ             | リムリック                       | 10       |
| 1998-99  | ドロヘダ・ユナイテッド (3)           | ゴールウェイ・ユナイテッド       | コーヴ・ランブラーズ             | 10       |
| 1999-00  | ブレイ・ワンダラーズ (3)             | ロングフォード・タウン           | キルケニー・シティ               | 10       |
| 2000-01  | ダンドーク (1)                       | モナハン・ユナイテッド           | アスローン・タウン               | 10       |
| 2001-02  | ドロヘダ・ユナイテッド (4)           | フィン・ハープス                 | ダブリン・シティ                 | 9        |
| 2002-03  | ウォーターフォード・ユナイテッド (3) | フィン・ハープス                 | ゴールウェイ・ユナイテッド       | 12       |
| 2003     | ダブリン・シティ (1)                 | ブレイ・ワンダラーズ             | フィン・ハープス                 | 12       |
| 2004     | フィン・ハープス (1)                 | UCD                              | ブレイ・ワンダラーズ             | 12       |
| 2005     | スライゴ・ローヴァーズ (2)           | ダブリン・シティ                 | コーヴ・ランブラーズ             | 10       |
| 2006     | シャムロック・ローヴァーズ (1)       | ダンドーク                       | ゴールウェイ・ユナイテッド       | 10       |
| 2007     | コーヴ・ランブラーズ (1)             | フィン・ハープス                 | ダンドーク                       | 10       |
| 2008     | ダンドーク (2)                       | シェルボーン                     | ウォーターフォード・ユナイテッド | 10       |
| 2009     | UCD (2)                              | シェルボーン                     | スポルティング・フィンガル       | 12       |
| 2010     | デリー・シティ (2)                   | ウォーターフォード・ユナイテッド | モナハン・ユナイテッド           | 12       |
| 2011     | コーク・シティ (1)                   | シェルボーン                     | モナハン・ユナイテッド           | 11       |
| 2012     | リムリック (2)                       | ウォーターフォード・ユナイテッド | ロングフォード・タウン           | 8        |
| 2013     | アスローン・タウン (2)               | ロングフォード・タウン           | マーヴー・ユナイテッド           | 8        |
| 2014     | ロングフォード・タウン (1)           | シェルボーン                     | ゴールウェイ                     | 8        |
| 2015     | ウェックスフォード・ユーツ (1)       | フィン・ハープス                 | UCD                              | 8        |
| 2016     | リムリック (3)                       | ドロヘダ・ユナイテッド           | コーヴ・ランブラーズ             | 8        |
| 2017     | ウォーターフォード・ユナイテッド (4) | コーヴ・ランブラーズ             | UCD                              | 8        |
| 2018     | UCD (3)                              | フィン・ハープス                 | シェルボーン                     | 10       |
| 2019     | シェルボーン                         | ドロヘダ・ユナイテッド           | ロングフォード・タウン           | 10       |
| 2020     | ドロヘダ・ユナイテッド (5)           | ブレイ・ワンダラーズ             | UCD                              | 10       |
| 2021     |                                      |                                  |                                  | 10       |

## クラブ別優勝回数
| クラブ                                        | 優勝 | 優勝年度                                 |
| --------------------------------------------- | ---- | ---------------------------------------- |
| ドロヘダ・ユナイテッド                        | 5    | 1988-89, 1990-91, 1998-99, 2001-02, 2020 |
| ウォーターフォード・ユナイテッド              | 4    | 1989-90, 1997-98, 2002-03, 2017          |
| UCD                                           | 3    | 1994-95, 2009, 2018                      |
| リムリック                                    | 3    | 1991-92, 2012, 2016                      |
| ブレイ・ワンダラーズ                          | 3    | 1985-86, 1995-96, 1999-00                |
| アスローン・タウン                            | 2    | 1987-88, 2013                            |
| デリー・シティ                                | 2    | 1986-87, 2010                            |
| ダンドーク                                    | 2    | 2000-01, 2008                            |
| スライゴ・ローヴァーズ                        | 2    | 1993-94, 2005                            |
| シェルボーン                                  | 1    | 2019                                     |
| ウェックスフォード・ユーツ/ウェックスフォード | 1    | 2015                                     |
| ロングフォード・タウン                        | 1    | 2014                                     |
| コーク・シティ                                | 1    | 2011                                     |
| コーヴ・ランブラーズ                          | 1    | 2007                                     |
| シャムロック・ローヴァーズ                    | 1    | 2006                                     |
| フィン・ハープス                              | 1    | 2004                                     |
| ダブリン・シティ                              | 1    | 2003                                     |
| キルケニー・シティ                            | 1    | 1996-97                                  |
| ゴールウェイ・ユナイテッド                    | 1    | 1992-93                                  |